# Karl Frenzel
SS-Oberscharführer Karl August Wilhelm Frenzel (20 de agosto de 1911-2 de septiembre de 1996) fue el comandante de la sección Lager I del campo de exterminio de Sobibor, que era la sección para los Sonderkommando de prisioneros trabajadores forzados, quienes también apiñaban a las víctimas en las cámaras de gas. Después de la Segunda Guerra Mundial, fue condenado y sentenciado a cadena perpetua por crímenes de guerra y pasó 16 años en prisión, pero fue liberado por razones de salud.

## Primeros años
Frenzel nació en Zehdenick, en el distrito del Alto Havel (Brandemburgo) el 20 de agosto de 1911. Su padre había trabajado como ferroviario y era un oficial local del Partido Socialdemócrata de Alemania. Karl completó la escuela primaria de 1918 a 1926 en Oranienburg y, luego, se convirtió en aprendiz de carpintero. Durante esta época, fue miembro del sindicato socialista de carpinteros; sin embargo, después de aprobar el examen que lo calificaba como carpintero en 1930 se encontró desempleado. Más tarde, encontró trabajo por un corto tiempo como carnicero. El Partido nazi prometió que habría más empleos luego de tomar el poder, una razón que motivó a Frenzel cuando se unió al Partido y a la Sturmabteilung (SA) en agosto de 1930. Su hermano, un estudiante de teología, se había inscrito en el Partido nazi el año anterior. Su padre se uniría al Partido en 1934. Karl sostenía que el antisemitismo era un aspecto de la política, al cual eran indiferentes. Posteriormente, diría que fue abrumado por la temprana persecución de los judíos en Alemania.
En 1929, a la edad de 18 años, Frenzel conoció a su primera novia, quien era judía. Su relación terminó después de dos años cuando el padre de su novia se enteró de que Frenzel era un miembro del Partido nazi. Ella y su familia emigraron a Estados Unidos en 1934.
Frenzel sirvió en la fuerza policial auxiliar en la SA durante el verano de 1933. Por medio de sus conexiones partidarias, obtuvo trabajos, primero, como carpintero y luego como conserje.
En 1934, Frenzel se casó con su esposa. Ambos eran cristianos alemanes y se casaron por la Iglesia. Asistían al templo «si no cada domingo, por lo menos cada dos o tres semanas». Sus cinco hijos fueron bautizados. Compraron los muebles para su nueva casa de un comerciante judío. Hacia el final de la guerra, en 1945, la esposa de Frenzel, al igual que millones de mujeres alemanas, fue violada por soldados soviéticos, desarrolló tifus y murió poco después.

## Aktion T4
Al principio de la Segunda Guerra Mundial, Frenzel fue reclutado en el Servicio laboral del Reich; sin embargo, fue liberado poco después porque tenía muchos hijos que mantener. Sus hermanos estaban en el ejército y Karl sintió que estaba alejado de la acción. En respuesta a un llamado a miembros leales al Partido, Frenzel se inscribió para realizar servicio especial militar vía su unidad de la SA, pero en su lugar fue asignado a Aktion T4, el programa estatal nazi para matar a todas las personas con discapacidad. Cuando la Wehrmacht solicitó sus servicios, T4 evitó su traslado.
Junto con otros reclutas, Frenzel informaba a la Casa Columbus a fines de 1939, donde primero se investigó su fiabilidad política y, luego, vio una película sobre la supuesta degeneración de las personas discapacitadas. Primero, trabajó en la lavandería y como un guardia en el Castillo Grafeneck; lueho, trabajó en construcción en Bernburg y, finalmente, fue trasladado al Centro de Eutanasia Hadamar. Allí, fue responsable de retirar los cadáveres de las cámaras de gas, extraerles los dientes de oro y quemar los cuerpos, así como varias tareas relacionadas con las cámaras de gas y los crematorios. También se ha especulado que Frenzel habría ayudado en el diseño de las cámaras de gas en Hadamar. Como sus colegas, esta fue la primera experiencia de Frenzel con el gaseo y la incineración de cuerpos, conocimiento que le sería de utilidad en los campos de exterminio. El 20 de abril de 1942, fue asignado a la Operación Reinhard y fue enviado al campo de exterminio de Sobibor.

## Sobibor
Frenzel declaró que cuando recibió sus órdenes, se le dijo que Sobibor era un simple campo de trabajo que debía supervisar. Cuando se enteró de la verdadera naturaleza del campo, le fue prohibido discutirlo con alguien, dado que debía ser mantenido como un secreto de Estado. La penalidad por violar esta regla era encarcelamiento en un campo de concentración o la pena capital.
Frenzel fue el comandante del campo I, que era el campo de trabajo forzado en Sobibor. Asimismo, estuvo a cargo del Bahnhofkommando. Frenzel sirvió como el reemplazo de Gustav Wagner como el sargento del campo, cada vez que Wagner atendía compromisos en algún otro lugar o cuando estaba de vacaciones. Durante estos períodos, Frenzel seleccionaba qué prisioneros de los recién llegados transportes trabajarían en y fuera del campo (en efecto, también seleccionaba a la vasta mayoría que iría directamente a las cámaras de gas). En este cargo, Frenzel llevó a cabo un genocidio al participar en la exterminación a escala industrial de miles de internos como parte de la Operación Reinhard. 
Frenzel empleó libremente su látigo sobre los internos sin reserva alguna. Erich Bauer, uno de los comandantes del Campo III, declaró «Él [Frenzel] fue uno de los miembros más brutales del staff permanente en el campo.» Por ejemplo, en la primavera de 1943, cuando un prisionero trabajador trató de suicidarse y fue encontrado agonizando, Frenzel gritó que los judíos no tenía el derecho de matarse a sí mismo, solo los alemanes tenían el derecho de matar. Frenzel azotó al hombre agonizante y lo remató con un bala.
Años después en una entrevista, Frenzel sostuvo que siempre fue justo en repartir «castigos». En la primavera de 1943, luego de que dos judíos de Chelm escaparon del campo, Frenzel anunció que cada décimo prisionero en la toma de asistencia matutina sería ejecutado. Frenzel personalmente caminó a lo largo de las filas y jaló a las víctimas fuera de ellas para ser asesinadas en el Campo III. Veinte prisioneros fueron abaleado como represalia por los dos que escaparon.
A diferencia de muchos oficiales de las SS, Frenzel supuestamente tenía sus límites. Testificó que intentó evitar participar en las acciones más asesinas del campo. Por ejemplo, cuando estuvo a cargo del tren que transportaba a los judíos a las cámaras de gas, protestó. Frenzel declaró que

Luego de desembarcar el tren, los niños y los judíos más débiles eran lanzados forzosamente fuera del tren. Terribles escenas sucedieron entonces. La gente era separada de sus familias, empujada con las culatas de los rifles, azotadas con látigos. Gritaban atrozmente, por lo que no puede hacer frente a esta tarea. Reichleitner estuvo de acuerdo con mi pedido y nombre a Bredow para escoltar al tren.

Tras la revuelta de prisioneros del 14 de octubre de 1943, Frenzel ayudó a desmantelar el campo. Luego, fue enviado a participar en la Sondertruppe R en Trieste y Fiume, que confiscó las casas de judíos deportados en Italia.

## Arresto y juicio
Cuando terminó la guerra, fue arrestado por tropas estadounidenses en un campo de prisioneros de guerra cerca a Múnich, pero fue pronto liberado. Frenzel encontró un trabajo en Fráncfort como técnico electricista. El 22 de marzo de 1962, fue nuevamente identificado, arrestado y llevado a juicio junto con otros ex oficiales de las SS en los juicios de Sobibor el 6 de septiembre de 1965.
El cargo oficial presentado contra Frenzel fue el asesinato personal de 42 judíos y la participación en el asesinato de aproximadamente 250.000 judíos.
La justificación de Frenzel por su actividad en Sobibor fue la siguiente:

Como ya indiqué, bajo las condiciones bélicas predominantes, que son ahora difíciles de comprender, creía desafortunadamente que lo que sucedía en Sobibor era legal. Muy a mi pesar, estaba entonces convencido de su necesidad. Me sorprendió que justamente durante la guerra, cuando quería servir a mi patria, debía estar en un campo de exterminio tan terrible. Pero luego pensé muy a menudo en los pilotos bombarderos enemigos, a quienes seguramente no les preguntaron si querían llevar a cabo sus vuelos asesinos contra el pueblo alemán en sus casas en tal manera.

El 20 de diciembre de 1966, Frenzel fue sentenciado a cadena perpetua por matar personalmente a seis judíos y por su participación en el asesinato masivo de otros 150.000 judíos como comandante del campo I de Sobibor. Fue liberado por un tecnicismo en 1982, fue nuevamente procesado y sentenciado a cadena perpetua el 4 de octubre de 1985. Debido a su avanzada edad y mala salud, la sentencia no fue impuesta y fue liberado.
El sobreviviente de Sobibor Thomas Blatt estuvo entre los llamados a declarar como testigos en contra de Frenzel. Cuando Blatt viajó a la ciudad sede del juicio, se reunió con Frenzel en un hotel para discutir cuestiones históricas y detalles técnicos sobre la operación del campo para la historia de la revuelta que Blatt estaba entonces escribiendo; el evento es, presumiblemente, la única vez que un supervisor de un campo de exterminio nazi fue entrevistado por un prisionero de un campo de exterminio.
En los años posteriores a la guerra, Frenzel expresó frecuentemente remordimiento por sus acciones, pero explicó que simplemente había cumplido con su deber. Renunció a su creencia en el Partido nazi:

Desde 1945, he estado maldiciendo a los nazis -por todo, por lo que hicieron, y todo lo que representaban. He luchado contra el diablo. Desde 1945, me he abstenido de cualquier participación en política.

Karl Frenzel pasó sus últimos años en una casa de retiro en Garbsen, cerca de Hannover, donde murió el 2 de septiembre de 1996 a la edad de 85 años.